# Alex Kidd: High-Tech World
Alex Kidd: High-Tech World — приключенческая видеоигра с боковой прокруткой, сочетающая в себе элементы адвенчуры, платформера и головоломки, выпущенная компанией Sega в 1989 году для приставки Master System в рамках серии Alex Kidd. Это модифицированная версия игры Anmitsu Hime (あんみつ姫, «Принцесса Анмицу») 1987 года, которая была основана на одноимённой серии манги.

## Сюжет
Тётя Гортензия говорит Алексу Кидду, что на выходные был открыт новый игровой автомат «High Tech World» рус. Высокотехнологичный мир. Но карта разорвана на восемь кусочков. Поэтому Алекс Кидд должен собрать карту и успеть до новой аркады, прежде чем она закроется в 5:00 вечера. Улетев от своего дома, дельтаплан по дороге ломается и Алекс Кидд оказывается в лесу, где должен победить клан ниндзя. Пройдя эти препятствия, Алекс добирается до зала игровых автоматов и играет в новую игру до самого обеда.

## Геймплей
Заходя в комнаты, Алексу Кидду просто так выдаются части карты, но зайдя в комнату Мэри — своей крёстной, он должен ответить правильно на все вопросы. Позвоня своему самому лучшему другу РокВеллу по телефону 123-4321, тот выдаёт ему часть карты. Собрав карты и улетев на дельтаплане, на экране высвечивается пароль для продолжения. В 11:55 часы в Радаксиане сходят с ума, но в полдень часы приходят в нормальное движение.
Игра заканчивается тем, если Алекс Кидд не успеет в зал игровых автоматов или он всё таки приходит поиграть в новую игру. Играя на автомате, Алекс Кидд с довольным лицом говорит «Спасибо за то, что ты мне помог найти новую игру SEGA! До новых встреч, увидимся ещё!!».

## Критика
| Иноязычные издания | Иноязычные издания |
| Издание            | Оценка             |
| ------------------ | ------------------ |
| CVG                | 76 %               |
| EGM                | 26/40              |
| Mean Machines Sega | 76 %               |
| Defunct Games      | F                  |

Игра получила смешанные отзывы. Издание Computer and Video Games заявило, что увлекательная «графика, звук и игровой процесс создают захватывающую игру», но она «не так хороша, как Miracle World». Четыре рецензента издания Electronic Gaming Monthly поставили игре общую оценку 26 баллов из 40. Mean Machines Sega оценило игру на 76 %, похвалив хорошую графику и звук, но заявив, что она не предложила ничего лучшего, чем оригинал. Defunct Games поставила ей оценку «F», описав игровой процесс как «занятость» подобную «куче школьных тестов».